# Charoen Sirivadhanabhakdi
Cette page contient des caractères thaïs. En cas de problème, consultez Aide:Unicode ou testez votre navigateur.
Charoen Sirivadhanabhakdi (thaï : เจริญ สิริวัฒนภักดี), né le 2 mai 1944, est un homme d'affaires thaïlandais, fondateur et propriétaire (à 48 %) du groupe ThaiBev. En mai 2017, Forbes évalue sa fortune à 15,7 milliards $. En avril 2022, Forbes évalue sa fortune à 12 milliards $. En avril 2025, Forbes évalue sa fortune à 11,7 milliards $ (3ème  place nationale derrière Dhanin Chearavanont et Sarath Ratanavadi).

## Biographie
Charoen Sirivadhanabhakdi est le 6e d'une fratrie de 11 enfants. Son père de rue est un migrant chinois (Charoen Sirivadhanabhakdi parle le dialecte chinois Teochew) installé à Bangkok et vendeur de rue pauvre. Charoen Sirivadhanabhakdi quitte l'école à 9 ans pour travailler. De fil en aiguille, il fournit les usines locales productrices de whisky et parvient à obtenir une licence pour lancer sa propre production de boissons alcoolisées.
Dès les années 1980, Charoen Sirivadhanabhakdi dirigeait les grandes brasseries du pays (détenues par l'État) et contrôlait le marché des alcools bon marché. En 1991, il s'associe avec le groupe danois Carlsberg pour voler la vedette à la trop populaire Singha beer en produisant et distribuant de la bière Carlsberg en Thaïlande. Mais 3 ans plus tard, il change de stratégie et produit sa propre bière, la Chang. À la fin des années 1990, la Chang a capté 60 % des parts de marché de la bière en Thaïlande. C'est à cette époque que le gouvernement décide de privatiser ses distilleries. En excellente position pour rafler la mise, Charoen Sirivadhanabhakdi rachète les 12 distilleries mises en vente par l'État pour un total de 385 millions $, devient de facto l'un des hommes d'affaires le plus puissant de son pays, et diversifie ses avoirs dans l'achat de terrain sur un marché de l'immobilier en pleine crise. En 2003, il regroupe ses marques de boissons alcoolisées au sein du groupe ThaiBev.
Le groupe ThaiBev fait lui-même partie du portfolio d'avoirs appartenant à Charoen Sirivadhanabhakdi et regroupées au sein de sa holding TTC Group. En février 2016, TTC Group rachète au groupe Casino les supermarchés thaïlandais Big C pour 3,1 milliards d'euros. TTC Group possède aussi 59 % du conglomérat Fraser and Neave basé à Singapour. TTC Land gère ses actifs dans le foncier et l'immobilier.
En avril 2016, son nom apparait dans l'affaire des Panama Papers en lien avec la vente d'un terrain par Prayut Chan-o-cha (avant son mandat de premier ministre) dans laquelle la transaction a transité par les comptes offshore de Charoen Sirivadhanabhakdi.
En avril 2017, Charoen Sirivadhanabhakdi annonce un projet de développement immobilier de 3,5 milliards $ sur 16,7 hectares au centre de Bangkok, projet dénommé le One Bangkok.

### Articles liés
- ThaiBev
- Chang
- Liste des milliardaires du monde en 2008